# 藤沢市石名坂温水プール
藤沢市石名坂温水プール（ふじさわし いしなざかおんすいぷーる）は、神奈川県藤沢市にある屋内スポーツ施設である。

## 概要
1984年（昭和59年）4月に開設された石名坂清掃事業所の排熱利用施設として、1986年11月1日に開設された。公益財団法人藤沢市みらい創造財団が管理運営に当たっている。

## 主な施設
- 25mプール
- 幼児用円形プール

### 付帯施設
付帯施設の使用は無料。ただし、和室・浴室は市内在住・在勤・在学であることが確認できる証明書を持参の上、利用者登録を行う。同様に、会議室の利用は予め団体登録が必要となる。
- 多目的ホール - 約220㎡
- 和室
- 会議室
- 浴室

## 交通アクセス
- 藤沢本町駅（小田急江ノ島線）徒歩10分
- 「修道院下」バス停（神奈中 - 藤35・藤45系統） 徒歩1分

## その他
- 藤沢市営としては他に秋葉台公園プール、八部公園プールが存在するが、これらに比べ成人利用料金が100円安い。
- 藤沢市水害避難所に指定されている他、東日本大震災発生後、一時避難所として県外被災者の受け入れに利用された事例がある[2]。
- 選挙投票所としても使用される。このとき、付帯施設は利用が制限される。[3]